# 李氏力場
李氏力場（英語：Li's Field／Li's Force Field）是一個廣泛於香港流傳的惡搞文化，源於香港市民不滿熱帶氣旋吹襲香港時，香港天文台沒有發出八號或以上熱帶氣旋警告信號，致大批市民在暴風下仍不能停工、停課。部分市民諷刺天文台和李嘉誠為首的商界官商勾結，以免股市停市和大多數行業停工而使商界利潤減少，後來演變為譏諷李嘉誠設立了能阻擋、甚至控制熱帶氣旋的移動路徑及速度的「李氏力場」，避免因停工、停市而招致經濟損失。

## 歷史沿革

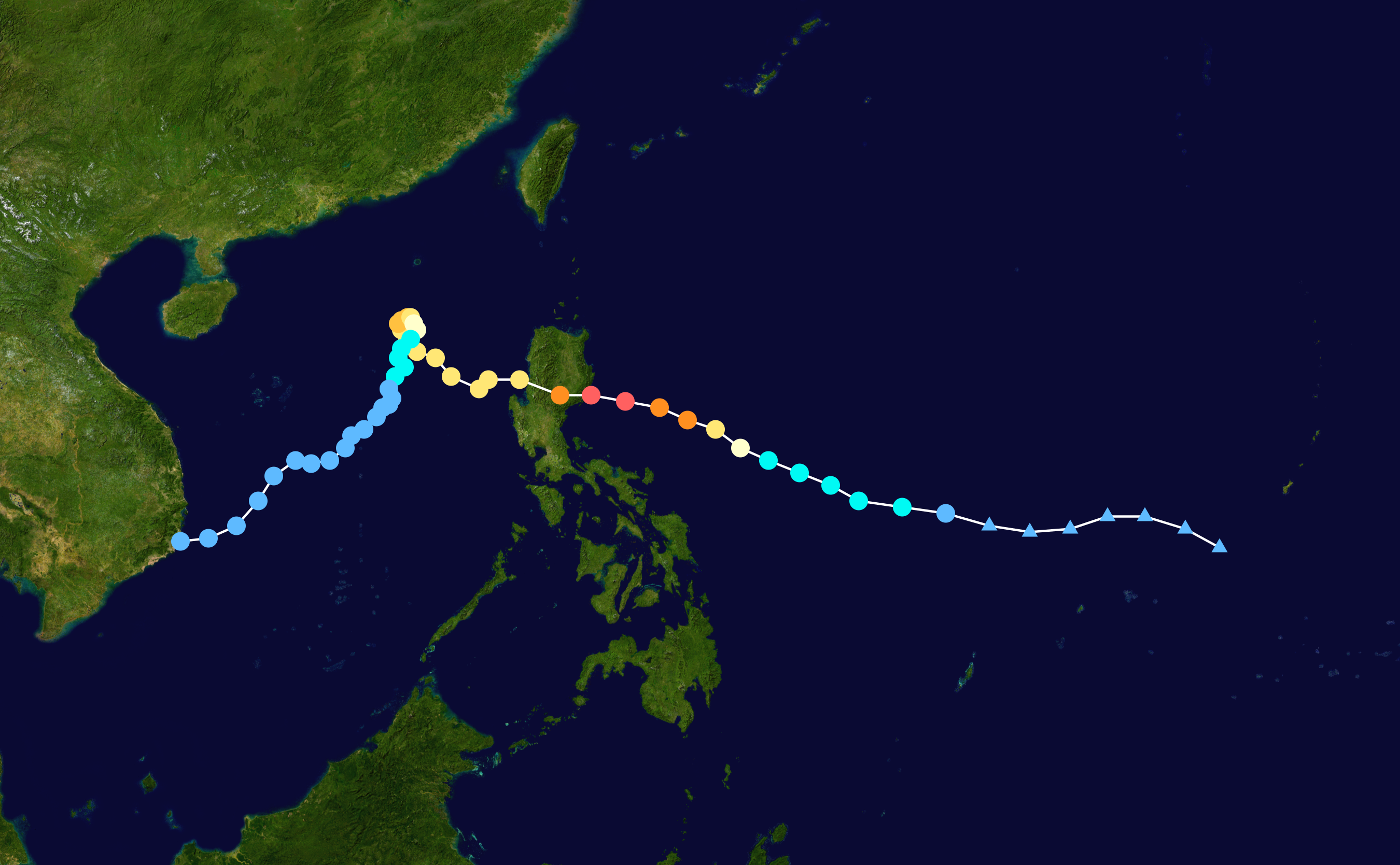
2006年的颱風西馬侖是其中一個被普遍認為是李氏力場的「傑作」。圖中可見西馬侖移動路徑本來是直指香港，但突然V形反彈，彷彿被一股神秘力量擋著而無法吹襲香港。

當有熱帶氣旋吹襲香港，而其威脅使香港天文台發出八號或以上信號時，香港大多數行業停工，所有學校停課，股市也停市，大多數上班族不用上班，從而獲得額外假期。亦因地理環境關係，吹襲香港的熱帶氣旋，通常都不會強烈至造成災難性破壞。加上香港自約1980年代起已高度都市化且基建良好穩固，即使熱帶氣旋襲港，也極少造成嚴重傷亡。所以縱使熱帶氣旋是自然災害，但香港市民卻普遍不恐懼，反而有祈盼熱帶氣旋吹襲以享「打風假」的「盼風文化」。與此同時，香港總商會的發言人每次在天文台改發八號風球之時，指責天文台的決定令香港損失若干元收入云云。
2006年8月3日，颱風派比安吹襲香港。期間香港廣泛地區受烈風或暴風吹襲，天文台表示因維港內沒有錄得持續烈風，不達發出八號信號的標準，所以最高僅發出三號信號，事件引起強烈民憤。其時，有市民發現天文台隸屬經濟發展及勞工局，開始質疑天文台偏袒商界，或受制於商界壓力，罔顧市民安全，故意只發三號信號，以免八號信號導致停工停市而使商界利潤減少。此說法在網上迅速流傳，並得到不少網民認同。有網民把怒火發洩在香港首富、商界之首李嘉誠身上，認為天文台受制於李嘉誠，李嘉誠不准天文台發出八號或以上信號，「李氏力場」之說於這段時間開始興起。
同年10月31日，颱風西馬侖進入距離香港800公里範圍。其後，西馬侖續向西北偏北移動，路徑直指香港。大多數上班族以為罕有的11月「打風假」在望之際，西馬侖路徑忽然徹底改變，由向西北偏北直指香港，改為向西南偏南移動，最終遠離香港。西馬侖移動路徑之詭異，像是有一股神秘奇特的力量，不讓它接近香港而將之「彈走」，最終使「打風假」又落空。一眾網民失望之餘，也嘖嘖稱奇。
對於「李氏力場」的傳言，天文台回應，發出熱帶氣旋警告信號是以市民安全為首要，並不會考慮有關經濟或商業活動因素，天氣狀況的評估只會以數據及科學理論支持。前任天文台台長岑智明出席一個講座時，斬釘截鐵地回應：「當然沒有啦！」，可是在《蘋果日報》的Facebook專頁上遭受網民責罵，甚至指斥天文台官商勾結。

## 熱帶氣旋以外
有網民認為不單能阻擋熱帶氣旋，還能阻擋暴雨等其他惡劣天氣和災害。例如前述2008年即將或正值舉行北京奧運期間，長期被沙塵暴吹襲的北京出現少見的好天氣，有網民就認為這是「李氏力場」暫借北京，奧運期間在北京「發功」抵擋沙塵暴所致，同時解釋了為何當時香港極罕見及離奇地相距短短15天便兩現全日「打風假」（因為李氏力場去了北京）。 2011年日本311大地震發生核洩漏危機，有網民發現本來將吹至中國帶有放射塵的雲層，突然轉變軌跡返回原來的位置，認為是「李氏力場」「發功」。2012年，全球盛傳瑪雅預言該年12月21日為世界末日，也有網民創作了一些「李氏力場」阻擋世界末日的改圖。
2014年5月8日晚上，天文台發出黑色暴雨警告信號（黑色暴雨警告信號幾乎等同八號熱帶氣旋警告信號，若在上午主流上班時間前發出，大部份上班族可延遲甚至不用上班）。在《蘋果日報》的Facebook專頁上，大量網民表示「李氏力場」會令他們在翌日早上須上班。5月11日晚上，紅色暴雨警告信號生效後，同樣情況再次出現，顯示在網民眼中，「李氏力場」的影響力已由熱帶氣旋擴展至暴雨等其他惡劣天氣和災害。

## 「賭牆」
「賭牆」（粵語讀音同賭場）是澳門版的「李氏力場」，其意義與「李氏力場」大同小異。由於博彩業是澳門的經濟支柱，而風暴吹襲對澳門賭場收入有影響，加上地球物理暨氣象局被批評多次沒有按實際情況而懸掛適當風球（達八號標準但只掛三號，由2007年至今有4次，而同期香港天文台沒有出現此情況），網民以香港李氏力場為藍本，衍生出「賭牆」惡搞文化。
2016年8月2日，澳門受颱風妮妲吹襲，氣象局在實測烈風下仍維持三號風球，拒絕改掛八號風球，市民要在當天早上妮妲最接近澳門之時在暴風雨下冒著危險上班，網民諷刺澳門的「賭牆」更勝香港的「李氏力場」。事後公眾猛烈批評及譴責局長馮瑞權，要求其辭職。兩天後（4日），馮在公眾壓力下道歉，承諾會重新檢視及修改懸掛風球的行政法規內的各項標準。惟市民認為他不適合當局長，應該要辭職。
2017年8月23日，颱風天鴿襲澳，馮為令各大娛樂場於早上8時順利換班，把八號風球推遲至上午9時懸掛，結果需在其後三小時內接連懸掛九號及十號風球。氣象局預報延誤間接加劇災情，最後馮瑞權在公眾壓力下終於辭職。

## 科學解釋
香港一帶於2000年代後期較少受熱帶氣旋吹襲，原因在於香港東南的南海的中層氣流經常出現高氣壓，「擋走」了低氣壓的熱帶氣旋。換言之「李氏力場」並非真正的力場，而是香港和澳門附近的高氣壓。但有人認為，這些高氣壓正是「李氏力場」由製造出來以阻擋熱帶氣旋，更是「李氏力場」真正存在的「證據」。
至於八號或以上信號的發出時間，甚少與主流工作時間（幾乎）完全重疊，因而不能為大多數上班族提供全日「打風假」，也可以解釋是因一星期有168小時，但主流工作時間一般僅有約45至50小時，僅佔約27%至30%，所以「命中率」偏低也是無可厚非。

## 流行文化
「李氏力場」的流傳程度非常高，不少流行文化都有其蹤影。

### 2010年
2010年4月1日愚人節，香港免費報章《都市日報》舉行「18年後都市日報」惡搞活動，發行了「出版日期」為2028年4月1日之《都市日報》，公開讓讀者投稿「創作」2028年4月1日的「新聞」，其中一篇作品，就是「俗稱『李氏力場』的熱帶氣旋屏蔽系統研發成功，因此天文台決定廢除香港熱帶氣旋警告信號」。
網民「赤沙之狐」製作了「李氏力場」Flash遊戲，玩法是在東南亞地圖上，有大量熱帶氣旋，一旦熱帶氣旋靠近香港，即要開啟「李氏力場」並把滑鼠移至其風眼將之彈走（颱風可合并而增強，按「李氏力場」之後要待一會兒），以免其吹襲香港，一旦香港被其吹襲，恒生指數即急速下跌，下跌至零或負數時，遊戲即結束 。

### 2013年
無綫電視劇集《衝上雲霄II》，張智霖飾演的飛機師「Cool魔」，向憂慮颱風襲港影響航機升降的同事說：「你不知道香港有堵牆保護嗎？就算有颱風也會晚上才來，第二天就走了」，即為暗喻「李氏力場」使熱帶氣旋「晚來朝去」。

### 2015年
雅虎香港製作了一條以「李氏力場」為題的搞笑宣傳片，講述2012年8月17日，颱風啟德逼近香港，操帶潮州口音粵語的「李先生」向一名「力場部」職員指示：全港18區，每區一名「李氏同鄉」按一個鈕，便能「發動」「李氏力場」；該「力場部」職員表示有6名「李氏同鄉」因事不能按鈕，在少了6人下，恐「李氏力場」力量不足，但「李先生」仍堅持「發動」「李氏力場」，「力場部」職員無奈照辦，結果雖「發動」了「李氏力場」，但疑因少了6人按鈕以致力量不足，結果被啟德「突破」，最後電台廣播，稱天文台將於10分鐘內懸掛八號風球（發出八號信號），一眾上班族喜獲「打風假」，欣喜若狂。

### 2016年
8月1日中午，颱風妮妲襲港在即，香港政府新聞網的Facebook專頁發佈相關消息時，提及「李氏力場」：「李氏力場今次會唔會發揮作用呢？」。

### 引用出處
1. ↑  請用科學來說服我──寫於「三號」風球之後 （页面存档备份，存于）《香港獨立媒體網》。2006年8月6日
2. ↑  台長拒認錯﹕掛波無酌情[]，《星島日報》，2006年8月5日
3. ↑  你知道天文台欺騙了你嗎？》 （页面存档备份，存于），《氣象‧人‧語》，2006年8月3日
4. ↑  天文台指掛波不涉經濟 強調市民安全最重要 （页面存档备份，存于），《am730》，2010年10月26日
5. ↑  學生信有「李氏力場」 天文台長：梗係無啦！ （页面存档备份，存于） ，《蘋果日報》，2014年5月10日
6. ↑  無咁嘅事～學生信有「李氏力場」　天文台長：梗係無啦！ （页面存档备份，存于），《蘋果日報》Facebook專頁，2014年5月10日
7. ↑  譏諷「李氏力場」抵擋世界末日的漫畫  （页面存档备份，存于）
8. ↑  南海中層高氣壓 擋襲港颱風 （页面存档备份，存于），《明報》，2010年10月23日
9. ↑  李氏力場堅　十號波都冇假放  （页面存档备份，存于）《蘋果動新聞 HK Apple Daily》，2013年8月15日，在片段1:23秒，解說高氣壓「擋走」熱帶氣旋
10. ↑  〈18年後都市日報〉 （页面存档备份，存于），《都市日報》，2010年4月1日
11. ↑  林忌. .   [2014年2月7日]. （原始内容存档于2018年4月30日）.
12. ↑  無綫電視劇集《衝上雲霄II》，張智霖飾演的飛機師「Cool魔」暗喻「李氏力場」使熱帶氣旋「晚來朝去」的對白 （页面存档备份，存于）。
13. ↑  Chilam露出鳥　吸218萬觀眾  （页面存档备份，存于），《蘋果日報》，2013年7月24日
14. ↑  「李氏力場」運作大揭秘！見證打工仔大戰「李氏力場」今次誰勝誰負？ （页面存档备份，存于），雅虎香港
15. ↑  【來勢洶洶】天文台發出咗三號強風信號！ （页面存档备份，存于），《政府新聞網》，2016年8月1日

### 傳媒報道
- 《利字當頭：李氏力場》，《蘋果日報》，2010年7月23日
- 《隔牆有耳：鮎魚大戰李氏力場 （页面存档备份，存于）》，《蘋果日報》，2010年10月20日

## 外部連結
- 網民設立的「李氏力場」Facebook「官方」專頁 （页面存档备份，存于）
- ^ 香港天文台警告及信號資料庫，1999年1月至2016年9月八號或以上熱帶氣旋警告信號 （页面存档备份，存于）
- 每日一膠．荒謬的香港 李氏力場 （页面存档备份，存于）